# Asia Alfasi
Asia Alfasi (nacida el 20 de abril de 1984) es una escritora y artista  de cómics con influencia manga de origen libio-británico. Nació en Libia y se mudó a Escocia a la edad de 7 años. Ella vive en Birmingham, Inglaterra. Sus obras sintetizan influencias islámicas, libias, británicas y japonesas. Ganó notoriedad por primera vez cuando fue la primera mujer en participar y ganar la competencia Hi8us Midlands Stripsearch con un portafolio basado en su personaje Monir.

## Publicaciones
Desde que comenzó a crear cómics profesionalmente en 2003, Asia ha lanzado dos publicaciones importantes. Su primer trabajo importante, "JinNarration", fue publicado en Mammoth Book of Best New Manga, una antología de obras de jóvenes artistas de cómics británicos emergentes. Su breve relato semiautobiográfico, "The non-savvy non-commuter", se exhibió en las paredes de la estación de metro de Piccadilly Circus como parte de Thin Cities, la celebración del centenario de la inauguración de la estación. Estuvo en exposición desde el 15 de diciembre de 2006 hasta el 31 de abril de 2007. Su primera novela gráfica publicada individualmente detalla las aventuras de una joven musulmana y los acontecimientos de su vida tanto en Libia como en Escocia, y fue publicada por Bloomsbury. La obra, para la cual Asia había diseñado anteriormente el cartel, se llama Looking for Yoghurt y es representada por la Birmingham Repertory Theatre Company, Joyful Theatre y Kijimuna Festa en asociación con Hanyong Theatre. Un tercer libro, llamado The Adventures of Joseph and Jasmine, también salió a finales de ese año.

## Eventos
Tras un período de ausencia de la escena pública, Asia asistió a varios eventos desde principios de 2009. Apareció en la Highlands International Comics Expo, Hi-Ex, el 14 y 15 de febrero en Inverness, Escocia. El 10 y 11 de mayo asistió a la Bristol International Comic Expo, y más tarde ese mes también asistió a la MCM de Londres  Durante ese año, Asia asistió al festival de cómics CAPTION en Oxford los días 15 y 16 de agosto. También estuvo en BICS, el British International Comics Show, los días 3 y 4 de octubre, y en la segunda MCM Expo de Londres, los días 24 y 25 de octubre.